# Шамонино
Шамо́нино (баш. Шамонин) — деревня в Уфимском районе Республики Башкортостан Российской Федерации. Входит в состав Русско-Юрмашского сельсовета.

## География

### Географическое положение
Расстояние до:
- районного центра (Уфа): 27 км,
- центра сельсовета (Русский Юрмаш): 12 км,
- ближайшей ж/д станции (Юрмаш): 12 км.

## История
В 2009 году в деревне началось массовое строительство индивидуальных жилых домов по социальной программе «Свой дом». Общее количество домов увеличилось до 1150.

## Население
| 2002 | 2009 | 2010 | 2021  |
| ---- | ---- | ---- | ----- |
| 25   | ↘21  | ↗258 | ↗3652 |

### Национальный состав
Согласно переписи 2002 года, преобладающая национальность — русские (100 %).
Согласно переписи 2020 года, преобладающая национальность — башкиры (67,6 %), татары (16,9 %), русские (13,4 %).

## Улицы
| - ул. Вишнёвая, - ул. Горная, - ул. Деревенская, - ул. Дружбы Народов, - ул. Ключевая, - ул. Кольцевая, - ул. Луговая, | - ул. Лучистая, - ул. Молодёжная, - ул. Мостовая, - ул. Мустая Карима, - ул. Надежды, - пер. Насыпной, - ул. Пушкина, | - ул. Радужная, - ул. Российская, - ул. Салавата Юлаева, - ул. Свободы, - ул. Степная, - ул. Тенистая, - ул. Юбилейная. |

## Религия
В деревне находится мечеть Ишан Зайнулла Расули.